# Baset
Baset, též basset hound, je krátkonohé lovecké plemeno psa uznané v FCI pod číslem 163. Ačkoliv je původem spíše z Francie, kde byl ve středověku šlechtěn mnichy k lovu v hustém porostu, patronát nad ním převzala Velká Británie.

## Historie
Plemeno vzniklo koncem 16. století ve Francii.
Název baset pochází z francouzského slova bas, to znamená nízký. Rysy hlavy baseta a ostrý čich naznačují, že se toto plemeno vyvinulo z trpasličí mutace anglického barváře. Baset se objevil ve Velké Británii až v 2. polovině 19. století.
V roce 1875 ho představili na výstavě psů ve Wolverhamptonu. V roce 1883 se vytvořil Klub příznivců baseta. Nadšenou obdivovatelkou basetů byla královna Alexandra, manželka Eduarda VII. a pravidelně se s nimi zúčastňovala výstav. Jeden z jejích psů zvítězil v roce 1909 na Crufftově výstavě.
Baset se proslavil v populárním detektivním seriálu Columbo (1968–2003), ve kterém ztvárnil mazlíčka poručíka Columba z losangeleské policie. Od 10. dílu seriálu doprovází detektiva při výpravách během vyšetřování. Dostal nevšední jméno Pes.

## Vzhled
Baset je známý pro své dlouhé, plandající uši, krátké silné nohy a sladký, ale smutný výraz. Hlava je kopulovitá, výrazně zakončená, mírně zúžená směrem k nosu. Uši jsou dlouhé a sametové, nasazené pod očima. Oči tmavé až hnědé. Pozornost poutá růžové dolní oční víčko a těžké vrásčité obočí. Nos je černý, u světle zbarvených psů hnědý. Tělo baseta je široké, dlouhé s krátkýma zavalitýma nohama s volnou zvrásněnou kůží a širokými těžkými tlapami. Ocas je dlouhý a zúžený, nošený vzpřímeně, při pohybu zkroucený nahoru. Srst je hladká, přiléhavá, ale není příliš jemná, zbarvená hnědo-černo-bíle, citrónovo-bíle nebo jinou barvou typickou pro loveckého psa.

## Povaha
Přestože se baset tváří smutně, má živou, přátelskou a dobromyslnou povahu. Jeho snášenlivost je mimořádně vysoká, to z něj dělá ideálního společníka pro děti. Snáší se dobře i s jinými psy a toleruje kočky. Pro svoji dobráckou povahu není vhodný jako hlídač. Díky své vrozené touze lovit a sledovat stopu a tělesné stavbě to je atletický a funkční lovecký pes.
Baset působí mírně lenivě, ale patří mezi nejužitečnější lovecké psy, nasazované na lov ve smečce. Oplývá čilostí a energií a podle pachu pronásleduje zajíce, králíky a bažanty i přes nejhustější porost. V terénu projevuje rozhodnost a velkou vytrvalost. Baset má hluboký a zvonivý štěkot.

## Péče
Baset je nenáročný na chov. Potřebuje jen kvalitní stravu, vhodnou pro psy jeho velikosti. Ale opatrně, protože má sklon k obezitě. Mezi nedostatky patří jeho převislé pysky. Sklony k nadměrnému slinění a záhyby kůže jsou hlavní příčinou toho, že se musí častěji koupat. Dlouhé uši jsou citlivé na zápal vnějšího zvukovodu. Pravidelné čištění uší je nutnost. Pěkná, krátká srst baseta potřebuje jen málo údržby. Stačí jednou za týden vyčesat odumřelou srst a zkrátit drápy. Pes, který tráví hodně času venku si drápy zkracuje přirozenou cestou.

## Galerie

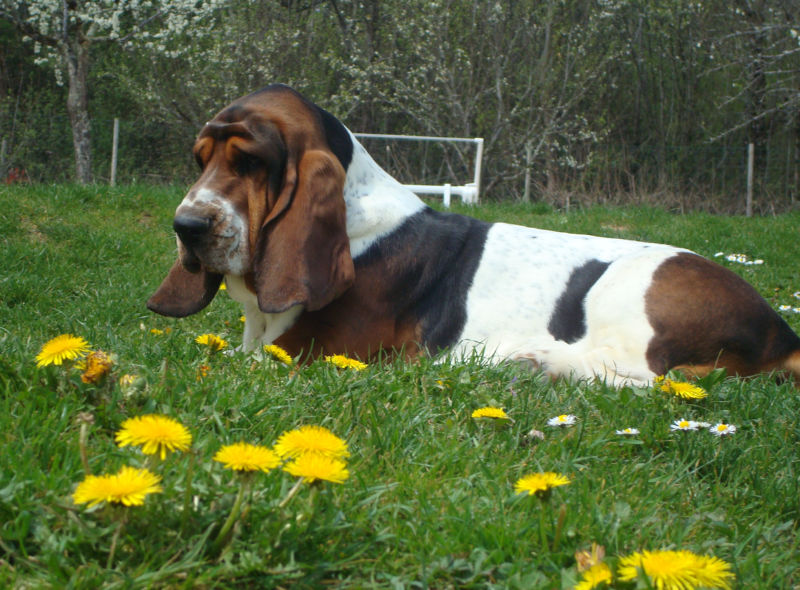
Baset v barvě tricolor
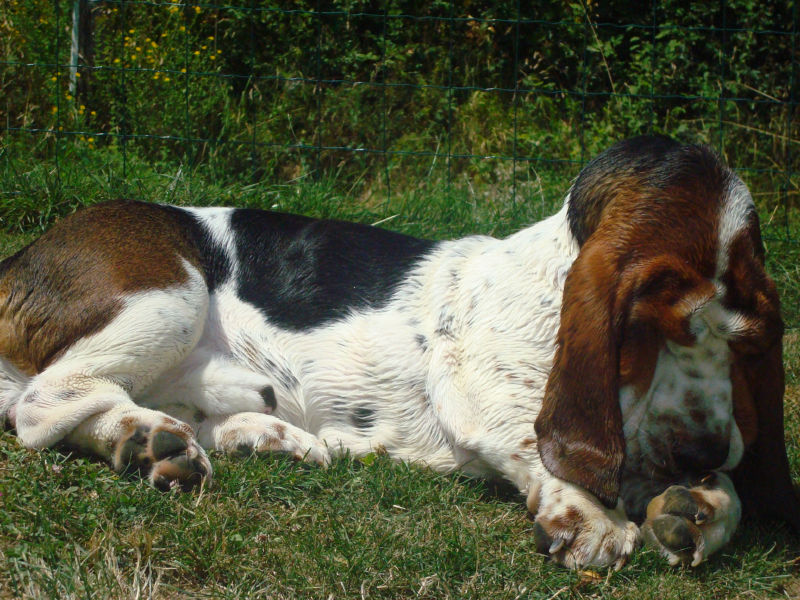
Baset ležící v trávě
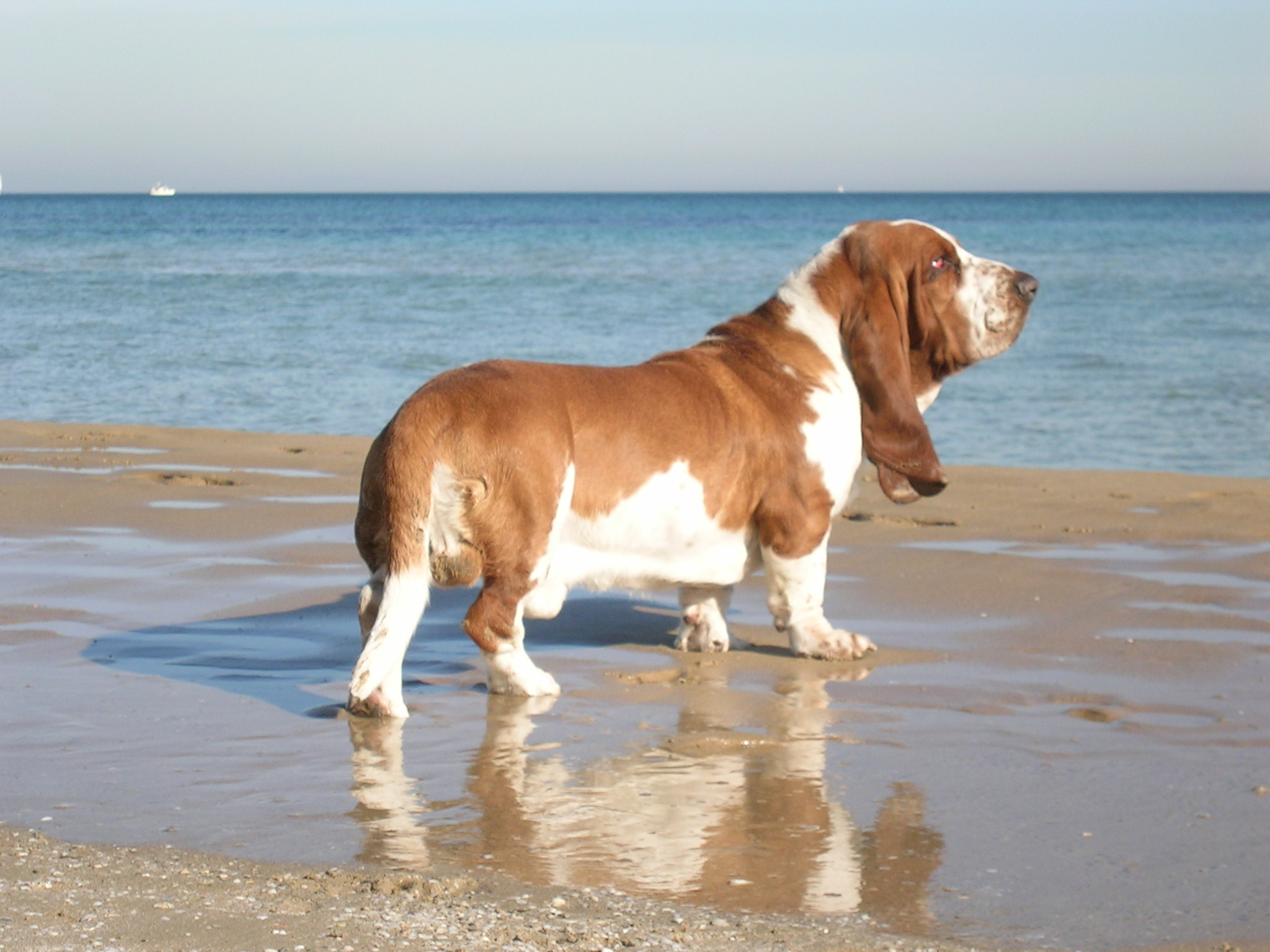
Baset v barvě bicolor
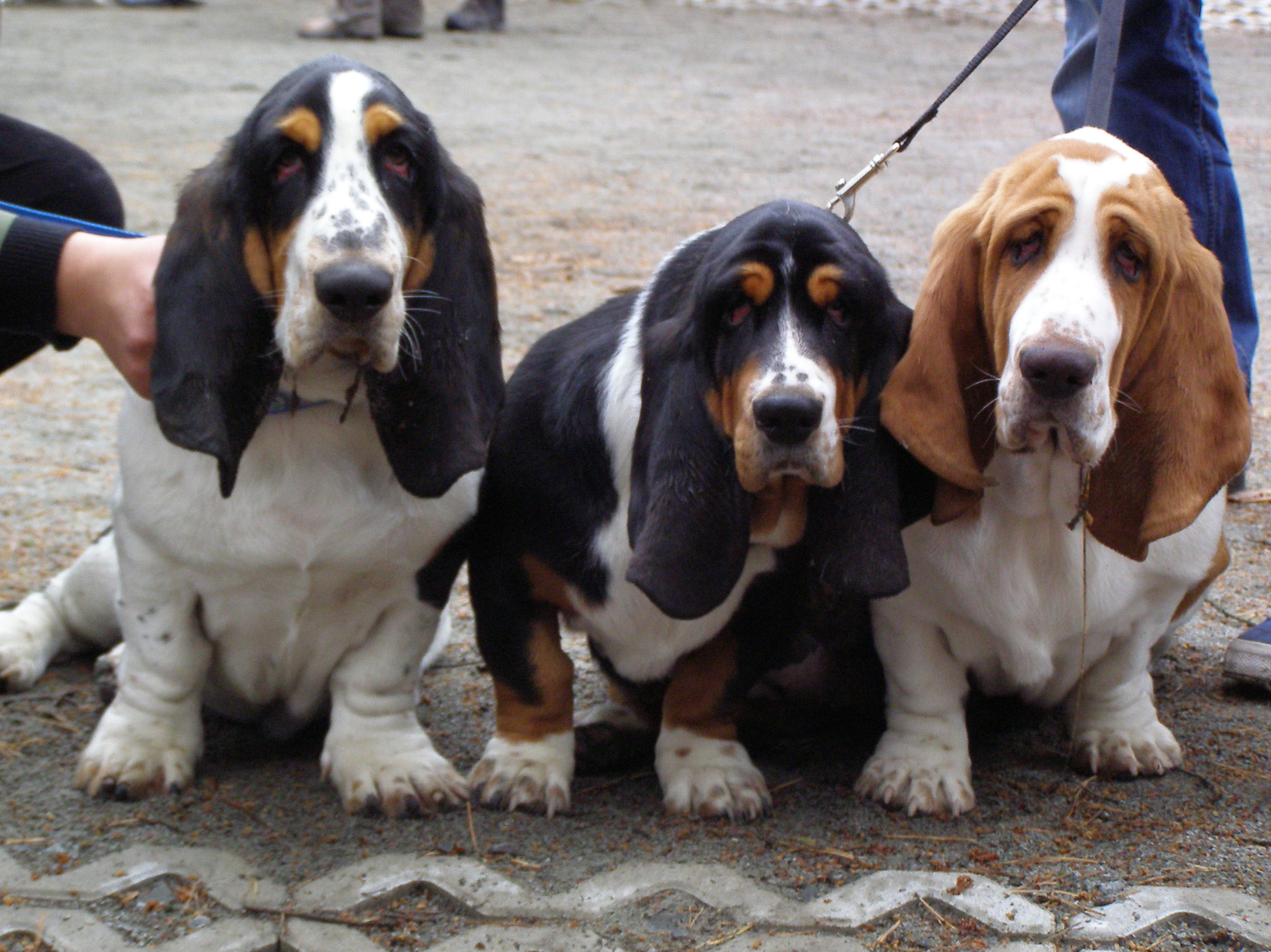
Štěňata basetů